# Lorenzo I de' Medici
Lorenzo I, bijgenaamd il Magnifico (Florence, 1 januari 1449 – Villa di Careggi (bij Florence), 8 april 1492) was een van de beroemdste leden van het geslacht de’ Medici. Hij heerste over de Florentijnse Republiek tijdens het hoogtepunt van de Italiaanse renaissance.

## Levensloop
Hij was een zoon van Piero de' Medici, 'de Jichtige' en vader van Piero de' Medici; zijn moeder was Lucrezia Tornabuoni. Samen met zijn broer Giuliano (1453 - 26 april 1478) zette hij het beleid van zijn grootvader Cosimo voort. Hij wist de steun van de gewone bevolking te winnen door de invoering van een gunstig belastingstelsel en de bevordering van de welvaart. De adel was echter tegen hem gekant vanwege zijn tirannieke optreden tegen hen, waarbij hij spionage en liquidaties niet uit de weg ging.
Zijn optreden leidde tot een samenzwering onder leiding van de oude Florentijnse familie Pazzi. Ook Francesco Salviati, de aartsbisschop van Pisa, was hierbij betrokken. De Pazzi-samenzwering had de steun van paus Sixtus IV. Op 26 april 1478 werden de Medici aangevallen in de kathedraal en werd Giuliano gedood. Lorenzo raakte gewond, maar sloeg onmiddellijk en keihard terug. De aartsbisschop en verschillende andere samenzweerders werden opgehangen vanuit de ramen van het Palazzo Vecchio aan de Piazza della Signoria. Het geslacht van de Pazzi werd vrijwel volledig uitgeroeid.
De paus nam hierop maatregelen tegen Florence en Lorenzo werd in de ban gedaan. Toen dit niets bleek op te leveren, sloot de paus, gesteund door de adel, een militair bondgenootschap met koning Ferdinand I van Napels met de bedoeling Florence aan te vallen. Lorenzo kreeg weinig steun van zijn traditionele bondgenoten Milaan en Bologna en reisde zelf naar Napels om tot een vergelijk te komen. Het was een succesvolle diplomatieke actie en de vrede werd hersteld in 1480.
Hierna streefde Lorenzo een machtsevenwicht na tussen de noordelijke Italiaanse staten, met de bedoeling buitenlandse (Franse) invasie te kunnen weerstaan.
Op zakelijk gebied had Lorenzo geen gelukkige hand en financieel ging het dan ook minder goed met de stad. Zijn bank leed verliezen en ook zelf raakte hij in de schulden, die hij met onoorbare praktijken trachtte op te lossen.
Niettemin bereikte de renaissance onder Lorenzo in Florence een hoogtepunt. Hij was een liefhebber van de kunsten en van de filosofie, en zelf was hij een niet onverdienstelijk dichter. Hoewel zijn financiële positie hem niet toestond zelf veel opdrachten aan kunstenaars te gunnen, zorgde hij er wel voor dat (eminente) kunstenaars als Leonardo da Vinci, Donatello, Sandro Botticelli, Domenico Ghirlandaio, Andrea del Verrocchio en Michelangelo Buonarroti de nodige ondersteuning kregen. Hij richtte de Beeldentuin van San Marco in om jong talent op te leiden. In 1487 oogstte hij bijval bij de bevolking met zijn giraffe.
Tegen het einde van Lorenzo's leven werden de decadentie die Lorenzo’s huis en Florence bedreigde, de absolute macht van de Medici en afnemen van het belang van de christelijke cultuur scherp aan de kaak gesteld door de fanatieke dominicaan Girolamo Savonarola, die overigens door Lorenzo zelf naar Florence was gehaald.
Twee van Lorenzo's zonen werden later machtige pausen. Zijn tweede zoon Giovanni werd paus Leo X en zijn aangenomen zoon Giulio (een onwettig kind van zijn vermoorde broer Giuliano) werd paus Clemens VII.

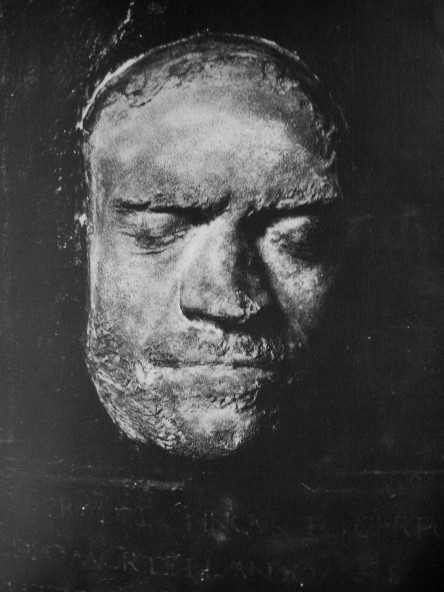
Doodsmasker van Lorenzo I

Na de dood van Lorenzo in 1492 beleefden de Medici en Florence een periode van verval. Zijn zoon Piero joeg zijn erfdeel erdoorheen en de macht van het geslacht nam sterk af. Florence raakte verzwakt, waardoor de reeds lang gevreesde Franse invasie werkelijkheid werd.
Piero's broer Giovanni zou het aanzien van Florence herstellen, maar de oude glorie keerde pas terug onder Cosimo I de' Medici.
Lorenzo en zijn broer Giuliano liggen samen begraven in de kapel van de Medici in de San Lorenzo in Florence. Hun grafkapel is ontworpen door Michelangelo.

## Huwelijk en kinderen
Lorenzo trouwde op 4 juni 1469 met Clarice Orsini, zij kregen samen tien kinderen:
- Lucrezia (1470-1553), trouwde met Jacopo Salviati.
- Een tweeling die bij geboorte stierf (1471)
- Piero (1472-1503), zijn erfgenaam die bekend zou worden als de onfortuinlijke.
- Maddalena (1473-1528), trouwde met Franceschetto de' Medici.
- Beatrice
- Giovanni (1475-1521), kardinaal en werd paus Leo X.
- Luisa (1477-1488), was verloofd met Giovanni de' Medici il Popolano, maar stierf nog voor het huwelijk.
- Antonia (1478-1515), trouwde met Piero Ridolfi.
- Guliano (1479-1516), hertog van Nemours.

## Afbeeldingengalerij

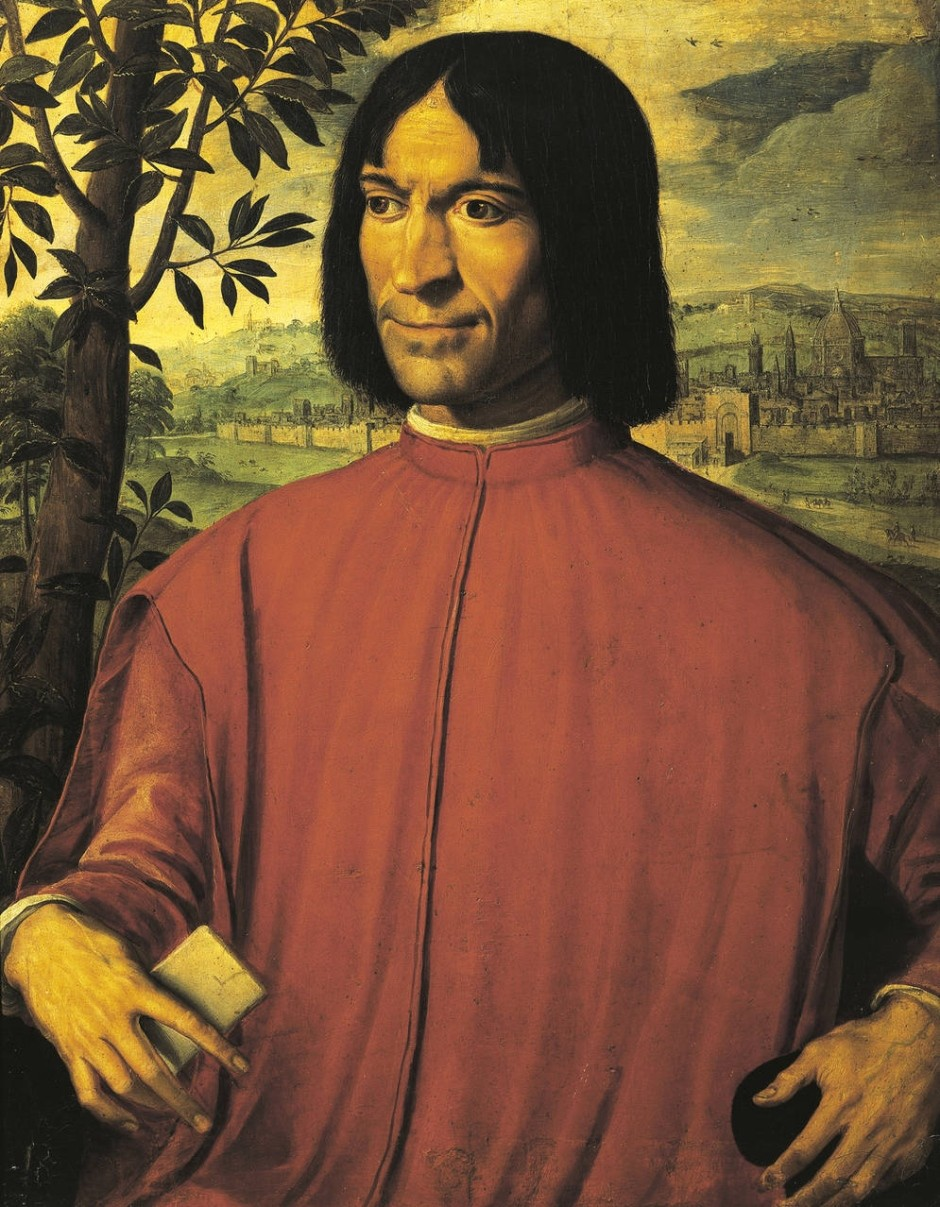
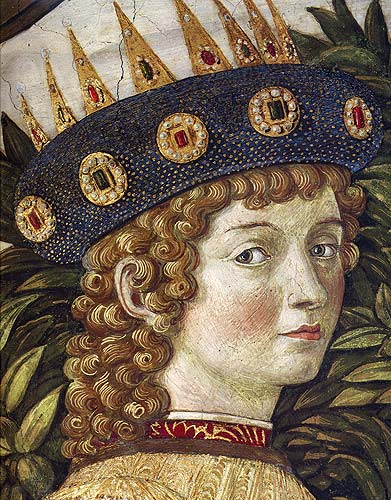
Lorenzo il Magnifico als kind
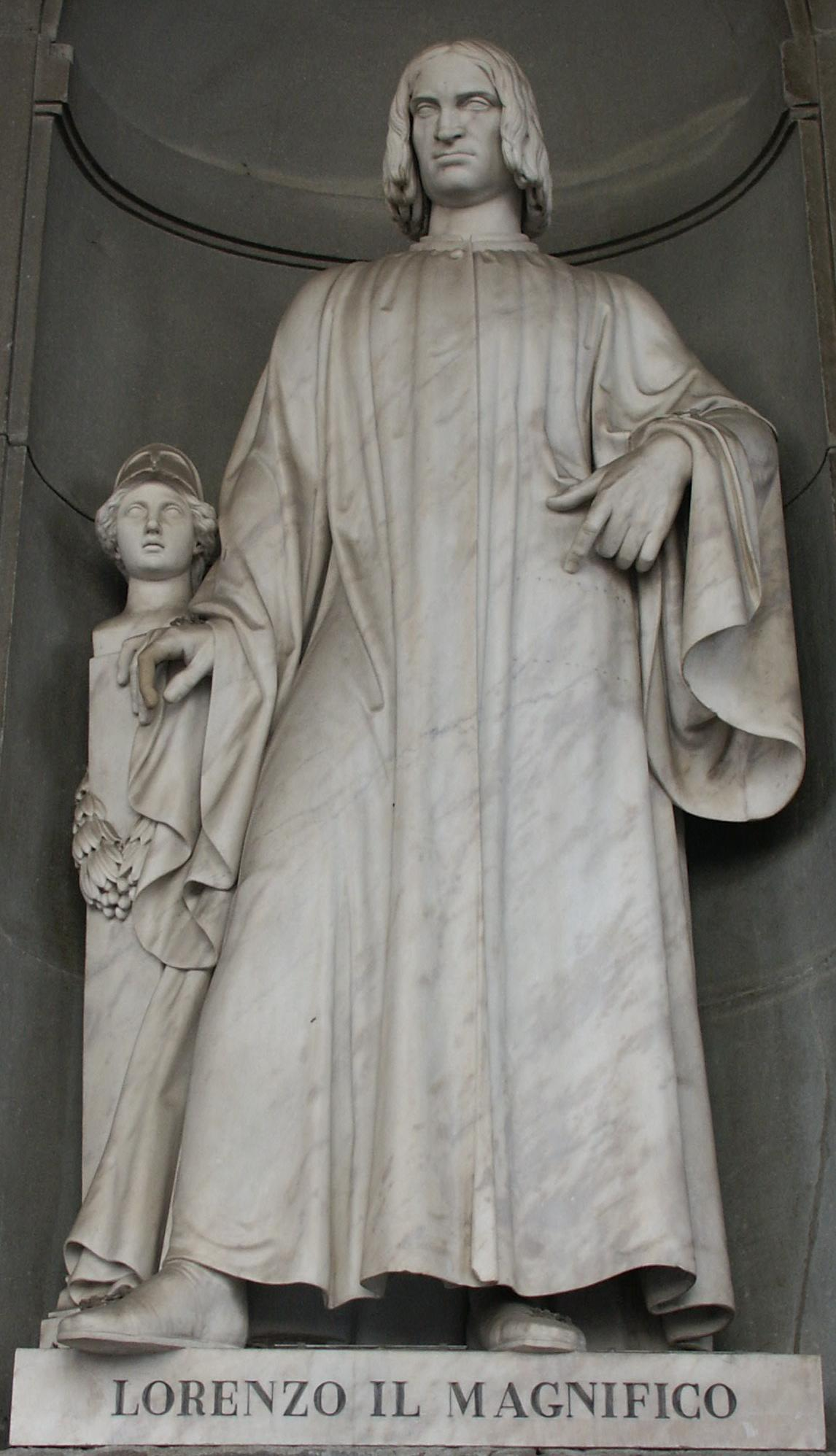
Standbeeld van Lorenzo il Magnifico in de Uffizi
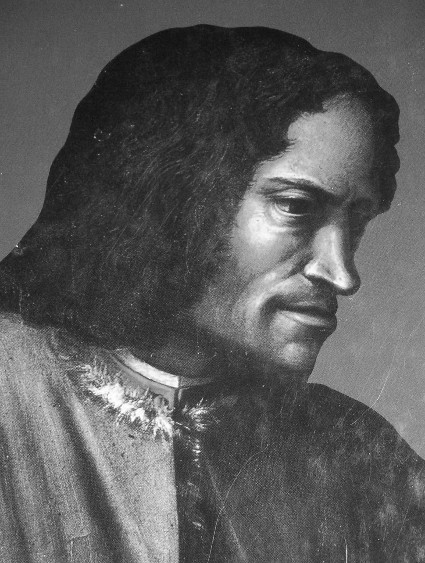
Lorenzo de' Medici